# Depressão tropical Dez
A depressão tropical Dez foi o décimo ciclone tropical registrado na temporada de furacões no Atlântico de 2005. Ele se formou em 13 de agosto daquele ano a partir uma onda tropical que teve início na costa oeste da África cinco dias antes, em 8 de agosto. Como resultado do forte cisalhamento do vento, a formação permaneceu fraca e não ganhou força suficiente para ultrapassar o status de depressão tropical. O ciclone se degenerou em 14 de agosto e não teve nenhum efeito sobre a terra firme. Embora não tenha provocado diretamente nenhuma morte ou prejuízo material, os restos do fenômeno contribuíram parcialmente para a formação da depressão tropical Doze, que viria a se intensificar para constituir o furacão Katrina de 2005, um dos mais catastróficos da história dos Estados Unidos. O ciclone não ocasionou directamente nenhum efeito, nenhuma vítima mortal nem dano.

## História meteorológica
Em 8 de agosto de 2005, uma onda tropical surgiu a partir da costa oeste da África e passou a circular sobre o Oceano Atlântico. Com um rumo no sentido oeste, a depressão começou a exibir sinais de organização convectiva em 11 de agosto. O sistema continuou a se desenvolver e estima-se que a depressão tropical Dez tenha se formado às 12h00 UTC do dia 13 de agosto. Naquele momento, estava localizada a cerca de 2,600 km (1,600 mi) a leste de Barbados. Após a sua designação, a depressão era constituída de uma grande área de atividade convectiva, com características de bandas curvas e com fluxo de saída em expansão. No entanto, as condições ambientais eram preditoras para rapidamente tornar-se desfavorável. A depressão moveu-se erraticamente e lentamente para o oeste, e seus ventos de cisalhamento não tinham qualquer intensificação significativa. No final de 13 de agosto, foi "começando a se parecer com um pequeno Irene na medida em que experimentava um cisalhamento de nível médio em sentido sudoeste, sob um padrão de saída superior de modo favorável". Esperava-se que o cisalhamento do vento se abrandasse em 48 horas, o que levou alguns modelos de previsão a sugerir que a depressão acabaria por atingir o status de furacão.
Nas primeiras horas de 14 de agosto, o cisalhamento tinha interrompido substancialmente a tempestade, deixando o centro de baixo nível de circulação exposto a partir da área de convecção, que também foi se deteriorando. Depois de se desviar, a tempestade começou a se mover para o oeste. Os meteorologistas esperavam que o fenômeno prosseguisse por uma faixa em direção noroeste por causa do anticiclone do sul das Bermudas, que se enfraquecia, e de outro que era previsto para surgir a sudoeste dos Açores. Por volta das 18h00 UTC daquele mesmo dia, o cisalhamento forte enfraqueceu ainda mais a tempestade e ela já não preenchia mais os critérios para ser considerada ciclone tropical. A formação se degenerou em remanescentes de baixa pressão e o Centro Nacional de Furacões emitiu seu comunicado final sobre o ciclone. Movendo-se para o oeste, ocasionalmente produzia rajadas de atividade convectiva, antes de se dissipar em 18 de agosto.

Depressão tropical Dez em 13 de agosto.

Os critérios utilizados para a numeração de depressões tropicais no Atlântico estabelecem que a designação inicial seja mantida quando uma depressão se regenera. Porém, as imagens de satélite indicavam que uma segunda onda tropical tinha se combinado com a depressão tropical Dez ao norte de Porto Rico para formar um novo sistema meteorológico, mais complexo, e que por isso recebeu um nome próprio, sendo designado como depressão tropical Doze. Esta nova formação se originou sobre o sudeste das Bahamas em 21h00 UTC de 23 de agosto, parcialmente a partir de restos da depressão tropical Dez. Em uma nova análise, verificou-se que a circulação de baixo nível da depressão tropical Dez estava completamente separada e dissipada; apenas o remanescente da circulação de nível médio seguiu em frente e se fundiu com a segunda onda tropical. Como resultado, os critérios para manter o mesmo nome e identidade não foram atendidos. A depressão tropical Doze mais tarde se tornou o furacão Katrina.

## Impacto
A depressão tropical Dez não se aproximou da terra firme como ciclone tropical, e por isso nenhum tipo de alerta foi emitido pelas autoridades. Prejuízos, danos ou fatalidades não foram registrados, e nenhum navio relatou ventos com força de tempestade tropical associados à depressão. O sistema não atingiu o status de tempestade tropical e, como tal, não recebeu nome pelo Centro Nacional de Furacões. Ao se fundir com uma segunda onda tropical para constituir a depressão tropical Doze, o fenômeno contribuiu parcialmente e indiretamente na formação do furacão Katrina, que se tornou um furacão de categoria 5 na escala de furacões de Saffir-Simpson e chegou à terra firme no estado norte-americano da Luisiana, causando danos catastróficos. Katrina foi o furacão que mais causou prejuízos materiais e um dos cinco com maior número de vítimas fatais na história dos Estados Unidos.